# Karl Ferdinand Braun
Karl Ferdinand Braun (n. 6 iunie 1850, Fulda, Hessa, Germania – d. 20 aprilie 1918, New York City, New York, SUA) a fost fizician și inventator german, profesor universitar la Strasbourg, laureat al Premiului Nobel pentru Fizică  pe anul 1909 împreună cu Guglielmo Marconi, pentru contribuțiile lor în dezvoltarea telegrafiei fără fir.